# Lekwa
Lekwa es un municipio local sudafricano situado en el distrito de Gert Sibande, en la provincia de Mpumalanga.

## Superficie
Lekwa tiene una superficie de 4594 km².

## Demografía
En 2022, tenía 119 669 habitantes, una densidad poblacional de 26,05 hab./km², y 38 583 viviendas.